# Андерсон (лунный кратер)
Кратер Андерсон (лат. Anderson), не путать с кратером Андерссон и кратером М. Андерсон, — крупный ударный кратер на обратной стороне Луны в громадном бассейне Фрейндлих-Шаронов. Название дано в честь американского астронома Джона Андерсона (1876—1959) и утверждено Международным астрономическим союзом в 1970 г. Образование кратера относится к нектарскому периоду.

## Описание кратера

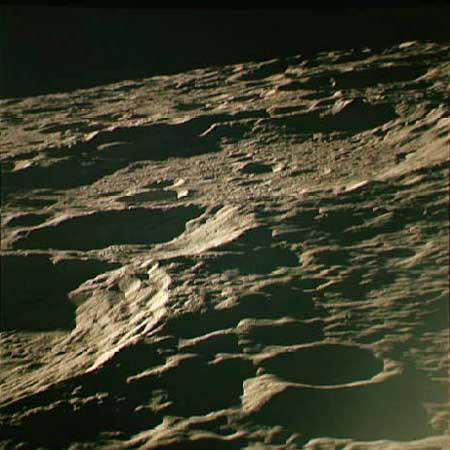
Кратер Андерсон (на заднем плане). Снимок с борта Аполлона-16.

Ближайшими соседями кратера являются кратер Бейс-Баллот на северо-востоке; кратер Шаронов на юго-востоке и кратер Спенсер Джонс на востоке-юго-востоке. На северо-востоке от кратера находится Озеро Удовольствия. Селенографические координаты центра кратера 15°30′ с. ш. 170°47′ в. д. / 15,5° с. ш. 170,79° в. д., диаметр 105 км, глубина 2,9 км.
Вал кратер значительно разрушен, перекрыт многочисленными мелкими кратерами. К юго-восточной части вала примыкает сателлитный кратер Шаронов X. Высота вала над окружающей местностью составляет 1530 м, объём кратера приблизительно 12 000 км³. Дно чаши кратера сравнительно ровное, испещрено множеством мелких кратеров. В южной-юго-восточной части кратера выделяется сателлитный кратер Андерсон L (см. ниже).

## Сателлитные кратеры
| Андерсон | Координаты                                              | Диаметр, км |
| -------- | ------------------------------------------------------- | ----------- |
| E        | 16°59′ с. ш. 173°32′ в. д. / 16,98° с. ш. 173,53° в. д. | 28,2        |
| F        | 16°17′ с. ш. 173°48′ в. д. / 16,28° с. ш. 173,8° в. д.  | 45,0        |
| L        | 14°43′ с. ш. 171°08′ в. д. / 14,71° с. ш. 171,13° в. д. | 14,2        |

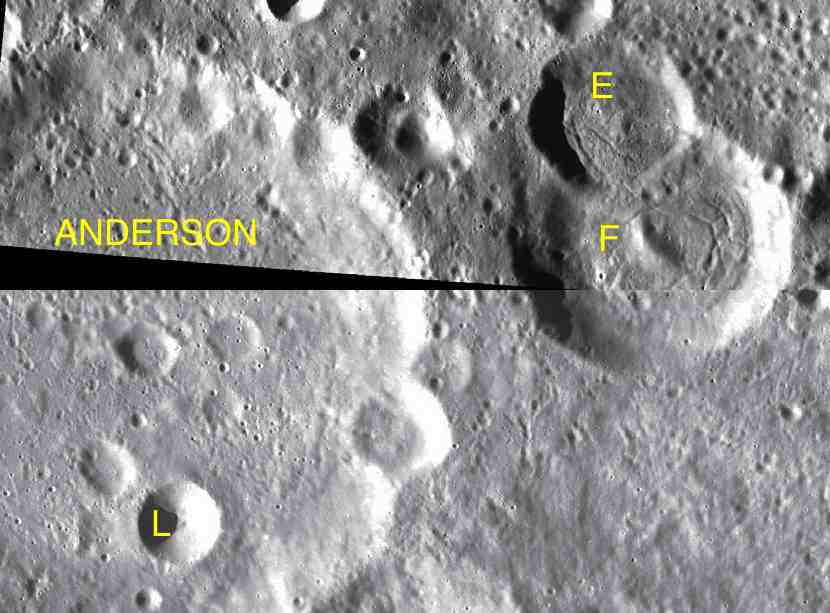
Фрагменты карт LAC-50, LAC-68.

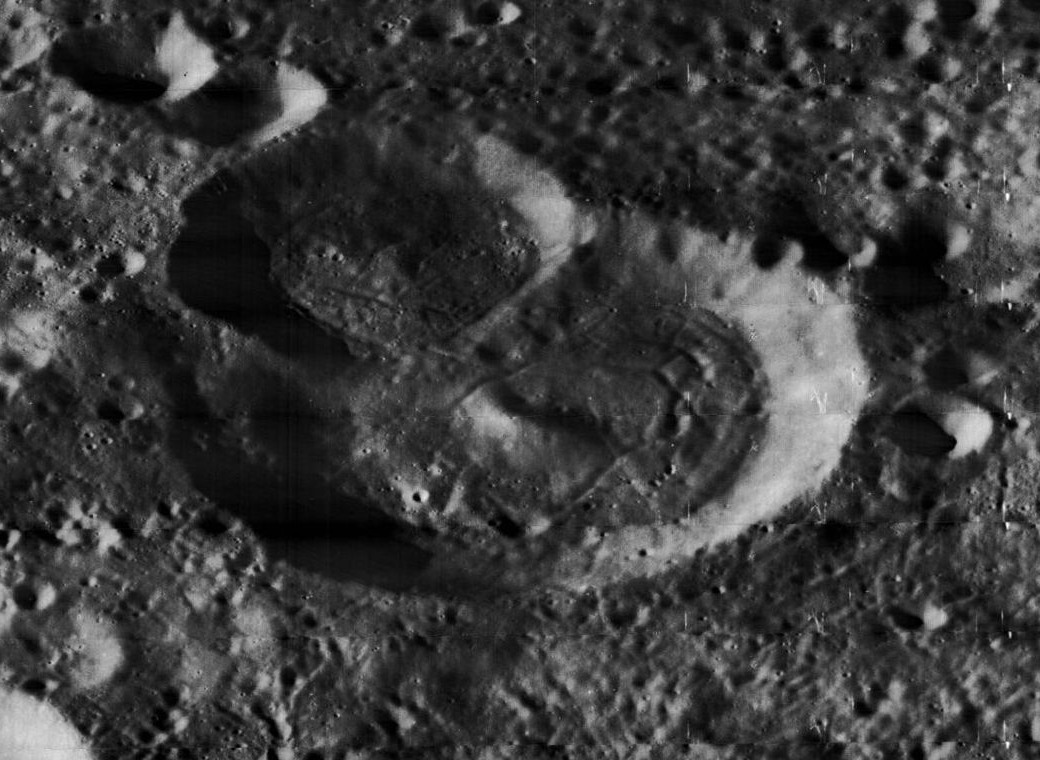
Сателлитные кратеры Андерсон E и F. Снимок Lunar Orbiter — II.

- Образование сателлитного кратера Андерсон F относится к нектарскому периоду[1].